# FV Daxlanden
Der Fußballverein Daxlanden 1912, kurz FV Daxlanden oder FVD, war ein Fußballverein aus Karlsruhe und gehörte dem Badischen Fußballverband an.

## Geschichte

### Die Jahre bis zum Zweiten Weltkrieg
Am 6. Juli 1912 entstand aus dem Zusammenschluss von FC Germania 1908 und FC Alemannia 1911 der Fußballverein Daxlanden. Als Vereinsfarben wurden Schwarz und Blau und zum 1. Vorsitzenden der damalige Gemeindesekretär Friedrich Leppert gewählt. Mitglied im Süddeutschen Fußball-Verband wurde der FVD zum 1. März 1913. Durch die Auswirkungen des Ersten Weltkrieges kam in Daxlanden im Jahre 1915 der Spielbetrieb zum Erliegen.
Das herausragende Talent des Vereines, Emil Kutterer, er spielte bereits mit 17 Jahren in der ersten Mannschaft des FVD, wechselte 1916 zum FV Beiertheim und wurde im Jahre 1925 als Spieler des FC Bayern München in die deutsche Fußballnationalmannschaft berufen. In der Runde 1923/24 zog der FV Daxlanden durch die Meisterschaft in der A-Klasse in die zweitklassige Kreisliga Mittelbaden ein und spielte nun gegen Vereine wie den Karlsruher FV, Phönix Karlsruhe und FC Rastatt 04. Sportlich brachte die Runde 1932/33 mit dem Gewinn der Meisterschaft in der Kreisliga einen großen Erfolg, Phönix Karlsruhe setzte sich aber im Aufstiegsspiel zur Gauliga Baden gegen Daxlanden durch. Daxlanden spielte nach der Umstrukturierung der Sportverbände 1933 in der zweitklassigen Fußball-Bezirksklasse Mittelbaden. 1941/42 setzte sich Daxlanden in der Aufstiegsrunde gegen den VfR Pforzheim, SV 98 Schwetzingen, VfB Knielingen, SG Heidelberg-Kirchheim und Mannheim-Käfertal durch und gehörte ab 1942/43 für zwei Spielzeiten der erstklassigen Gauliga Baden an. Der überragende Daxlander Spieler August Klingler wurde durch Reichstrainer Sepp Herberger am 16. August 1942 erstmals in der deutschen Fußballnationalmannschaft eingesetzt. In dieser Saison belegte der Aufsteiger den siebten Rang und 1943/44 in der Staffel Mitte Rang sechs.

### Erfolgreiche Jahre in der 1. Amateurliga

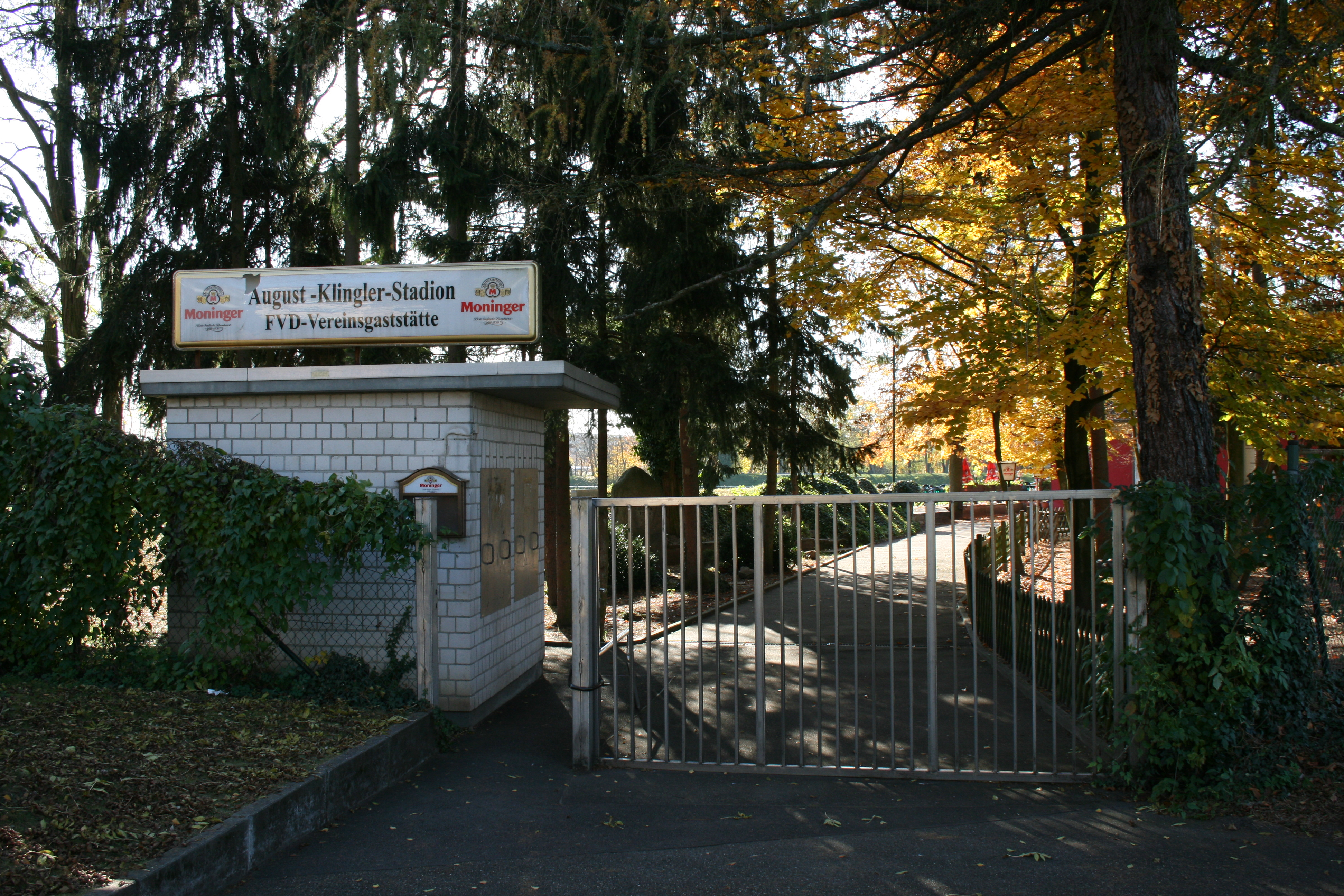
Haupteingang zum ehemaligen Sportgelände des Vereins

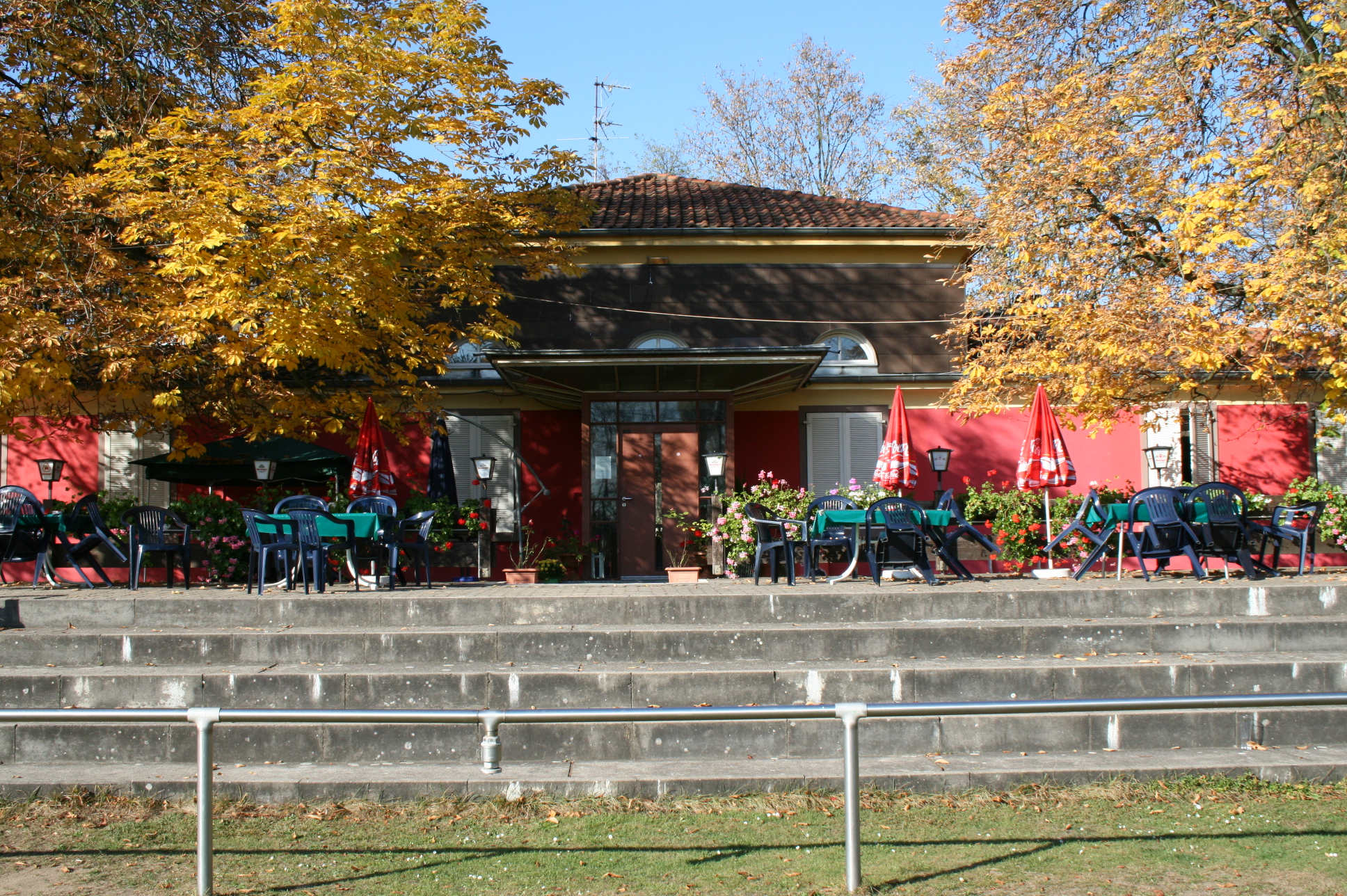
Das denkmalgeschützte alte Vereinsheim des FV Daxlanden

Mit der Wiederaufnahme des Spielbetriebs wurde der FV Daxlanden 1945/46 in die Landesliga Nordbaden eingereiht. Als Tabellenneunter in der Saison 1947/48 stieg der FVD aus der Südgruppe der Landesliga ab. Mit Lothar Bechtel und Herbert Dannenmeier wanderten zwei Leistungsträger zum VfB Mühlburg in die Oberliga Süd ab. In der Runde 1949/50 gelang mit der Erringung der Meisterschaft in der Bezirksklasse der Aufstieg in die 1. Amateurliga Nordbaden, was im Jahr zuvor, trotz des Meistertitels nicht geglückt war.
Im ersten Jahr in der 1. Amateurliga, 1950/51, belegte Daxlanden den vierten Tabellenplatz hinter dem Meister ASV Feudenheim und den zwei Altmeistern Karlsruher FV und Phönix Karlsruhe. Heinz Beck holte sich mit 28 Treffern die Torschützenkrone. Im zweiten Jahr 1951/52 verbesserte sich der FVD auf Platz drei hinter dem Meister und Aufsteiger in die 2. Liga Süd, Karlsruher FV, und dem SV Schwetzingen. Die Krönung war aber die Teilnahme an den Spielen zur Qualifikation für den DFB-Pokal, wo der Amateurligist gegen die Vertreter der Oberliga Süd (VfR Mannheim, SV Waldhof Mannheim, VfL Neckarau) und der 2. Liga Süd (SV Wiesbaden, ASV Feudenheim) antreten konnte. Heinz Beck hatte in der Verbandsrunde wiederum die Torschützenliste in Nordbaden angeführt (30 Tore) und unterschrieb am 15. Juni 1952 einen Vertrag beim VfB Mühlburg.
Als vom 1. bis 11. August 1952 das 40-jährige Vereinsjubiläum gefeiert wurde, beehrten den Verein Bundestrainer Sepp Herberger und Oberbürgermeister Günther Klotz am 9. August mit einem Besuch. Den Meistertitel in Nordbaden holte sich der FV Daxlanden in der Runde 1952/53 vor dem FV Hockenheim 08 und dem DSC Heidelberg. In der Aufstiegsrunde zur 2. Liga Süd hatte es der Meister aus Nordbaden mit FC Hanau 93, FC Wacker München, VfR Aalen, Offenburger FV und dem ATS Kulmbach zu tun. Daxlanden belegte hinter den zwei Aufsteigern Hanau und Wacker München den dritten Rang. Im Jahr der Fußballweltmeisterschaft 1954 zog der FVD als Vizemeister der Saison 1953/54 in die Spiele um die deutsche Amateurmeisterschaft ein, schied aber bereits in der Vorrunde aus. Gegner waren der VfB Friedrichshafen, SC Baden-Baden und der 1. FC Lichtenfels.
Nach dem dritten Rang 1954/55 folgte in der Saison 1955/56 eine weitere Vizemeisterschaft. Mit Max Schwall hatte ein Spieler aus Daxlanden am 12. November 1955 in London beim Länderspiel der deutschen Fußballnationalmannschaft der Amateure gegen England in der DFB-Mannschaft debütiert. Schwall gehörte auch der DFB-Delegation beim Fußball-Turnier der Olympischen Sommerspiele 1956 in Melbourne an. Nach der Saison 1956/57 wechselte der vielseitig einsetzbare Mittelfeld- und Abwehrspieler zum Karlsruher SC in die Oberliga Süd.

### Der Weg in die unteren Spielklassen
Die beste Zeit des FV Daxlanden war aber vorbei, nach der Runde 1963/64 war der Abstieg in die 2. Amateurliga perfekt, als man das Entscheidungsspiel gegen die SpVgg Sandhofen mit 2:5 Toren nach Verlängerung verloren hatte. Am 22. August 1973 wurde Edelbert Kühn für sein 600. Spiel in der 1. Mannschaft geehrt und nach 23-jähriger aktiver Spielzeit mit 368 Toren verabschiedet. Der fünfmalige Auswahlspieler Nordbadens wurde zum Ehrenspielführer ernannt und als Träger des goldenen Ehrenrings ausgezeichnet. Nach der Saison 1974/75 stieg der Verein auch aus der 2. Amateurliga ab. Nach dem Aufstieg 1978 gehörte der FV Daxlanden bis zur Runde 1991/92 der Bezirksliga an. Seither bewegte sich der Verein auf der Bezirks- und Kreisebene im Fußballkreis Karlsruhe.

### Fusion zur SG DJK/FV Daxlanden 1912
Am 7. Mai 2000 wurde die Sportgemeinschaft DJK/FV Daxlanden 2000 e. V. gegründet, um eine Kooperation des FV und der DJK Daxlanden zu ermöglichen. Zunächst bildeten beide Vereine bei den älteren Jugendjahrgängen Spielgemeinschaften, dies wurde später auf alle Nachwuchsmannschaften erweitert. Im Jahr 2005 griff die Stadt Karlsruhe die Idee einer Fusion der Vereine und der Verlagerung der Sportanlagen auf. Die darauffolgenden Planungen für die neu zu errichtenden Freisportanlagen und Gebäude im Sportzentrum Fritschlach scheiterten aber an der Umweltverträglichkeitsprüfung. Erst Mitte 2015 begannen neue Planungen für die Sportstätten, deren endgültige Lage dann Mitte 2016 feststand.
Voraussetzung für den Bau war eine Verschmelzung der drei Vereine FVD 1912, DJK 1921 und SG 2000. Im Dezember 2016 stimmten die Mitglieder aller drei Vereine jeweils in getrennten Versammlungen zu. Die Fusion zur Sportgemeinschaft DJK/FV Daxlanden 1912 e. V. wurde im April 2017 vollzogen.

## Ehemalige Spieler
- Heinz Beck, späterer Oberligaspieler und Oberligatorschützenkönig beim Karlsruher SC
- Herbert Dannenmeier, späterer Oberligaspieler beim VfB Mühlburg bzw. Karlsruher SC
- August Klingler, fünffacher deutscher Nationalspieler
- Emil Kutterer, späterer achtfacher deutscher Nationalspieler
- Max Schwall, deutscher Amateurnationalspieler und Teilnehmer an den Olympischen Spielen 1956 in Melbourne

## Stadion

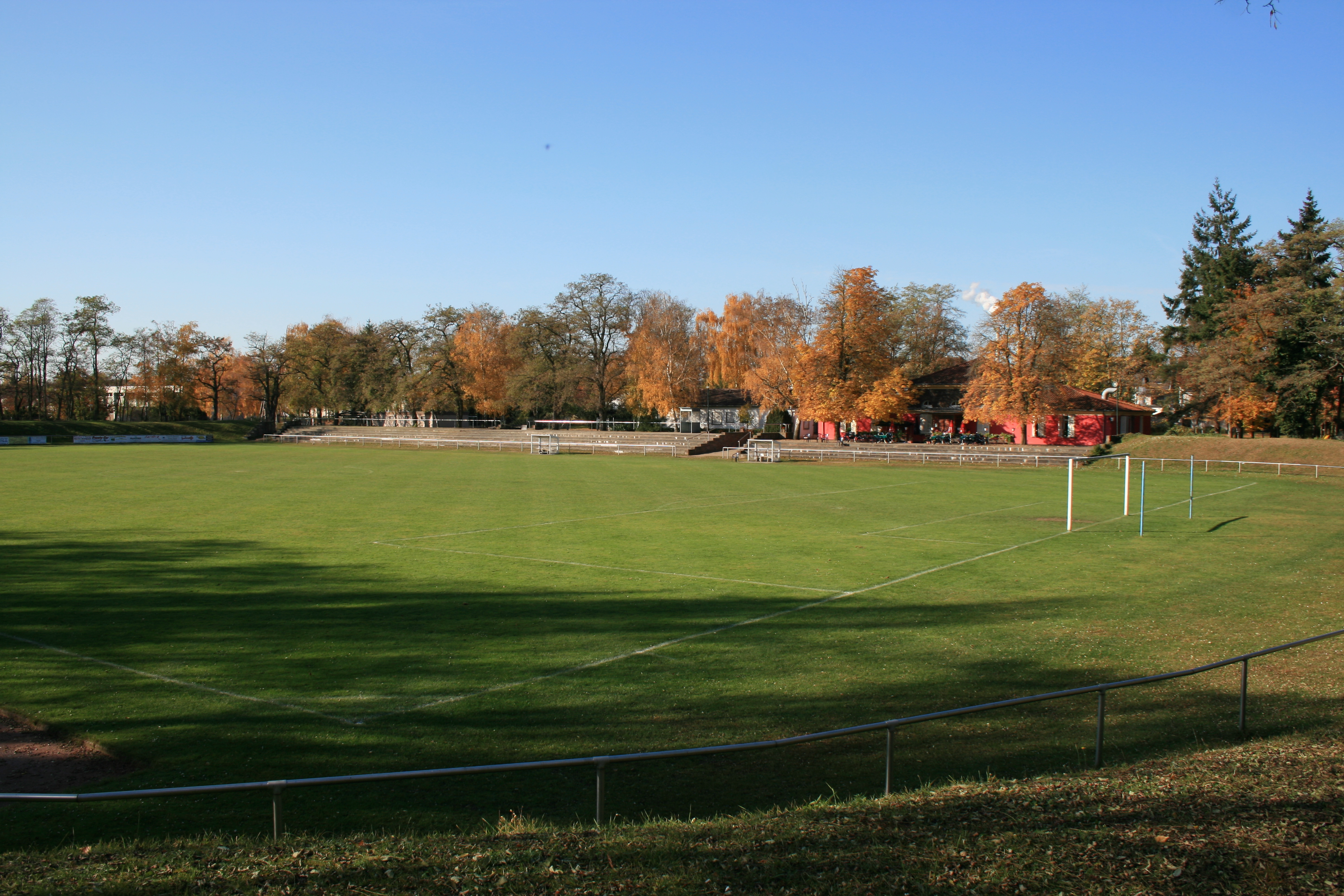
Das alte August-Klingler-Stadion mit Vereinsheim im Hintergrund

Die Platzeinweihung des ersten Sportplatzes am Dammweg nach Rappenwört fand am 8. September 1912 statt. Durch den Bau des Rheinstrandbades Rappenwört musste die Sportanlage im Jahre 1926 wieder aufgegeben werden. Am 21. Juni 1927 wurde das sogenannte „Kleinstadion“ an der Pfalzstraße der Öffentlichkeit übergeben.
Nach dem Zweiten Weltkrieg trug der FV Daxlanden seine Heimspiele im 10.000 Stehplätze fassenden August-Klingler-Stadion aus. Das Stadion wurde nach dem Nationalspieler August Klingler benannt, der seine Fußballerlaufbahn in Daxlanden begann und im November 1944 an der Ostfront fiel. Mit einem Freundschaftsspiel des FVD gegen den VfL Neustadt wurde das Stadion am Sonntag, dem 15. Juni 1958 in Anwesenheit des Karlsruher Oberbürgermeisters Günther Klotz, der Witwe August Klinglers und des damals 14 Jahre alten Sohnes Harald eingeweiht.
Bis Herbst 2019 spielte der neue Verein weiterhin im alten Stadion des FVD, das letzte Spiel im August-Klingler-Stadion fand am 20. Oktober 2019 statt. Danach wurde das alte „FVD-Gelände“ an das Immobilienunternehmen Volkswohnung übergeben. Ab Ende März 2020 erfolgten dort die ersten Abrissarbeiten an den Nebengebäuden.